# مایکل باکاره
مایکل باکاره (انگلیسی: Michael Bakare؛ زادهٔ ۱ دسامبر ۱۹۸۶) بازیکن فوتبال اهل بریتانیا است.
از باشگاه‌هایی که در آن بازی کرده‌است می‌توان به باشگاه فوتبال دوور اتلتیک، باشگاه فوتبال مکلسفیلد تاون، باشگاه فوتبال تاروک، باشگاه فوتبال تونبریج آنجلز، باشگاه فوتبال ولینگ یونایتد، باشگاه فوتبال چلمزفورد سیتی، باشگاه فوتبال ساوتپورت، باشگاه فوتبال بیشاپس استورتفورد، باشگاه فوتبال براینتری تاون، و باشگاه فوتبال درویلزدن اشاره کرد.